# Монро (округ, Индиана)
Монро́ (англ. Monroe County) — округ в США, штате Индиана. Официально образован в 1814 году. По состоянию на 2010 год, численность населения составляла 137 974 человека. Получил своё название по имени пятого президента США Джеймса Монро.

## География
По данным Бюро переписи США, общая площадь округа равняется 1 065,3 км², из которых 1 021,8 км² суша и 7 км² или 0,56 % это водоёмы.

## Демография
По данным переписи населения 2000 года в округе проживает 120 563 жителей в составе 46 898 домашних хозяйств и 24 715 семей. Плотность населения составляет 118 человек на км². На территории округа насчитывается 50 846 жилых строений, при плотности застройки 50 строений на км². Расовый состав населения: белые — 90,83 %, афроамериканцы — 3,00 %, коренные американцы (индейцы) — 0,26 %, азиаты — 3,37 %, гавайцы — 0,05 %, представители других рас — 0,86 %, представители двух или более рас — 1,63 %. Испаноязычные составляли 1,85 % населения. 22,2 % населения округа имеют немецкое происхождение, 13,9 % — американское, 10,2 % — ирландское, 10,5 % — британское.
В составе 24,30 % из общего числа домашних хозяйств проживают дети в возрасте до 18 лет, 41,80 % домашних хозяйств представляют собой супружеские пары проживающие вместе, 8,10 % домашних хозяйств представляют собой одиноких женщин без супруга, 47,30 % домашних хозяйств не имеют отношения к семьям, 32,40 % домашних хозяйств состоят из одного человека, 7,20 % домашних хозяйств состоят из престарелых (65 лет и старше), проживающих в одиночестве. Средний размер домашнего хозяйства составляет 2,27 человека, и средний размер семей 2,87 человека.
Возрастной состав округа: 18,00 % моложе 18 лет, 8,70 % от 18 до 24, 27,70 % от 25 до 44, 27,30 % от 45 до 64 и 17,90 % от 65 и старше. Средний возраст жителя округа 28 лет. На каждые 100 женщин приходится 96,30 мужчин. На каждые 100 женщин старше 18 лет приходится 94,00 мужчин.
Средний доход на домохозяйство в округе составлял 33 311 USD, на семью — 51 058 USD. Среднестатистический заработок мужчины был 34 062 USD против 26 076 USD для женщины. Доход на душу населения был 18 534 USD. Около 7,10 % семей и 18,90 % общего населения находились ниже черты бедности, в том числе — 11,80 % молодежи (тех кому ещё не исполнилось 18 лет) и 6,90 % тех кому было уже больше 65 лет.